# Castle Camps
Castle Camps est une paroisse civile et un village du Cambridgeshire, en Angleterre.